# 위니아전자

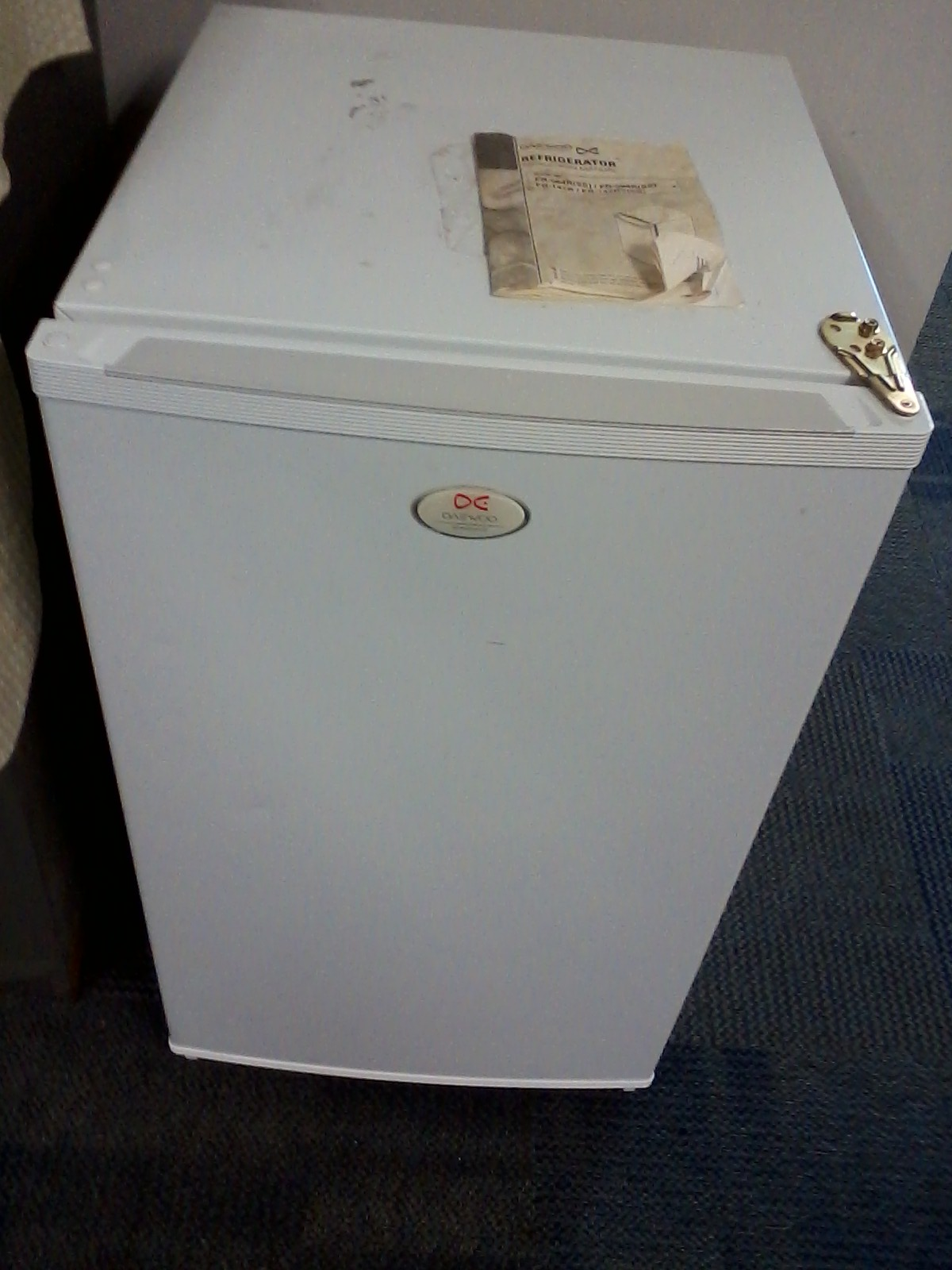

위니아전자(Winia Electronics, 煒伲雅電子)는 가전제품 등을 판매하는 제조업체다.

## 역사
- 1967년 : 대한전선 가전부문으로 설립.
- 1974년 : 대우전자(주) 설립
- 1980년 : 대한전선 가전부문이 현대그룹의 인수설이 제기되고 있다.
- 1983년 1월 : 대한전선 가전부문이 대우그룹에 인수되었다.
- 1983년 3월 : 대한전선에서 가전부문을 대우그룹이 인수.
- 1983년 3월 : 인천공장 냉장고/세탁기 생산, 국내 최초 VCR 수출.
- 1983년 3월 3월사명을 대한전선 가전부문에서 대우전자로 변경
- 1985년 3월 : 광주공장 준공.
- 1988년 11월 : 세탁기용 모터 양산개시.
- 1989년 4월 : 에어콘용 송풍모터, 5월 에어콘용 콤프레셔 모터 양산 개시. 12월 세탁기용 Motor CIS향 수출 개시.
- 1990년 1월 : 모터생산 100만대 돌파.
- 1991년 8월 : 세계 최초 '공기방울세탁기' 출시, 멕시코 공장 준공.
- 1992년 2월 : 청소기용 모터 양산개시.
- 1993년 1월 : 탱크주의 선언, 세계 최초 '3면 입체냉각시스템 냉장고' 개발.
- 1993년 9월 : GE와 Joint Venture 종결.
- 1995년 : 중국 DETICO 공장 준공.
- 1996년 1월 : DETICO 공장 세탁기 및 청소기 Motor 양산 개시.
- 1999년 6월 : ISO-9001 인증 획득 (영국 BSI).
- 2002년 9월 : QS9000 인증 획득.
- 2002년 10월 : 대우전자의 주력사업 양수.
- 2002년 11월 : 사명을 대우전자에서 대우일렉트로닉스로 변경.
- 2003년 1월 : 대우일렉트로닉스, 신 CI 발표.
- 2003년 6월 : 세계 최초 쌍방향 통합기능 셋톱박스 개발.
- 2003년 8월 : Top-open방식의 신개념 드럼세탁기 "클라쎄" 출시.
- 2003년 10월 : 입체회오리냉각방식 김치냉장고 출시.
- 2004년 2월 : 국내최초 나노실버 전자레인지 출시.
- 2004년 3월 : 웰빙가전 통합브랜드 ‘클라쎄’ 발표.
- 2004년 5월 : 비타민 녹차 냉각 시스템 양문형 냉장고 출시.
- 2004년 8월 : 유산균 발효 제어 김치냉장고 출시.
- 2004년 10월 : 자체 개발 드럼세탁기 첫 출시.
- 2004년 11월 : 피자오븐 전자레인지 북미 수출 개시.
- 2005년 5월 : 국내최초 글로벌 인사시스템 오픈.
- 2005년 8월 : 기업이미지 통합 작업 실시.
- 2005년 9월 : 무세제 겸용 드럼세탁기 "멀티 플러스" 출시.
- 2005년 11월 : 차세대 홀로그램 저장장치(HDDS) 국내최초 개발.
- 2006년 3월 : 동영상 압축 규격분야 국내 표준 특허 획득.
- 2006년 5월 : 유럽 ‘2006 Plus X 어워드’ 올해의 디자인 제품 선정.
- 2006년 8월 : ‘클라쎄’ 아르페지오 스타일 양문형 냉장고, 드럼세탁기 출시.
- 2006년 9월 : 김치명인 비법담긴 김치냉장고 ‘클라쎄’ 출시.
- 2006년 10월 : 원터치 홈베이킹 오븐 출시.
- 2006년 11월 : 중동최대가전공장 설립 계약 체결.
- 2007년 5월 ‘클라쎄’ 브랜드 중남미 시장 론칭, 러시아 칼리닌그라드에 연간 10만대 규모 세탁기 공장 준공.
- 2007년 6월 : 연화문향 적용 프리미엄급 전자레인지 출시, 유럽 ‘2007 Plus X 어워드’ 올해의 디자인 제품 선정.
- 2007년 9월 : ‘뉴 아르페지오’ 스타일 클라쎄 김치냉장고 출시.
- 2008년 1월 : 클라쎄 ‘드럼업(Drum-Up)’ 세탁기 출시.
- 2008년 2월 : 양문형 냉장고 생산 100만대 돌파.
- 2008년 4월 : 호주 양문형 냉장고 에너지 효율 1등급 획득.
- 2008년 7월 : 사옥 이전(중구 나라키움 저동빌딩).
- 2008년 9월 : 국내 최저 소비전력 초절전형 클라쎄 김치 냉장고 출시, 국내 최초 건조 기능 세탁기 ‘바람UP’출시.
- 2008년 11월 : 베트남 냉장고 생산 200만대 돌파.
- 2009년 2월 : 드럼세탁기 생산 100만대 돌파.
- 2009년 4월 : 자동 세제 투입 시스템 적용 ‘드럼업 II’ 출시.
- 2009년 6월 : 음성 안내 기능 클라쎄 ‘말하는 오븐’ 출시.
- 2009년 7월 : 국내 최초 ‘화장품 보관 기능’ 클라쎄 양문형 냉장고 출시.
- 2009년 9월 : 無색소, 無환경호르몬 ‘속 보이는 김치냉장고’ 출시.
- 2009년 11월 : 국내 최소형 7 kg 드럼세탁기 출시.
- 2009년 12월 : 베네수엘라 전자레인지 시장점유 1위 달성.
- 2010년 1월 : 부평 중앙연구소 시험동 신축, 알제리 드럼세탁기 시장점유율 1위 달성.
- 2010년 2월 : 베트남 상업용 냉장고 시장 진출.
- 2010년 4월 : 인조가죽, 우드시트 등 신소재 적용 '클라쎄' 양문형 냉장고 출시.
- 2010년 5월 : 업계 최초 17 kg 대형 일반세탁기 출시.
- 2013년 1월 8일 : 동부그룹(현 DB그룹), (주)대우일렉트로닉스 인수.
- 2013년 4월 1일 : 사명을 대우일렉트로닉스에서 동부대우전자로 변경
- 2014년 2월 28일 : 회사를 강남구 테헤란로 432(DB금융센터)로 이전.
- 2018년 2월 9일 : 대유그룹(현 대유위니아그룹)이 동부대우전자 인수 계약을 체결.
- 2018년 2월 28일 : 사명을 동부대우전자에서 대우전자로 변경.
- 2019년 7월 1일 : 사명을 대우전자에서 위니아대우로 변경.
- 2019년 8월 1일 : 제조부문을 위니아대우매뉴팩처링(현 위니아전자매뉴팩처링)으로 분리.
- 2020년 10월 7일 : 사명을 위니아대우에서 위니아전자로 변경.

## 로고 변천사

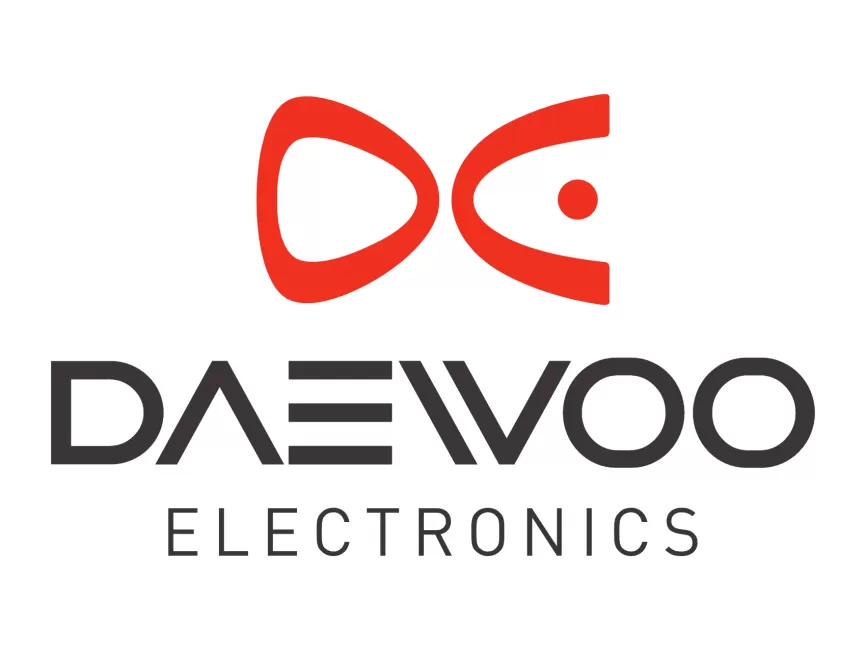
2003-2013
2013-2016
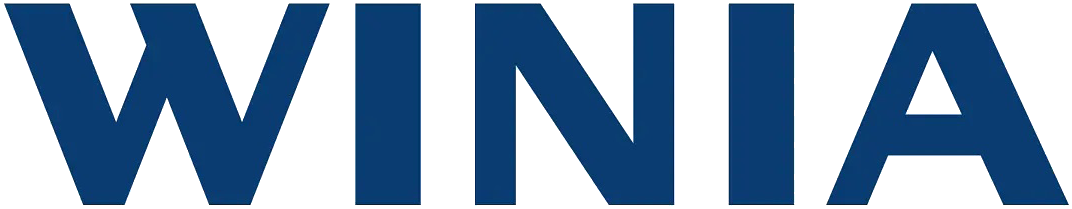
2020–

## 주요 제품
- 텔레비전
- 에어컨
- 냉장고
- 김치냉장고
- 세탁기
- 전자레인지(오븐 등)

## 주요 브랜드
- 클라쎄(Klasse): 양문형냉장고, 김치냉장고, 에어컨, 드럼세탁기, 전기오븐
- 미니(mini): 벽걸이 드럼세탁기

## 같이 보기
- 대우루컴즈
- 오리온전기
- 삼성전자
- LG전자
- 대우그룹
- 배순훈
- 유인촌 → 90년대 대우전자 모델
- 박상원 → 90년대 대우전자 모델
- 김무생 → 1986년 대우VTR 모델
- 이만기
- 차범근
- 김주성